# Liste der Nummer-eins-Hits in Dänemark (2022)
Dies ist eine Liste der Nummer-eins-Hits in Dänemark (inklusive Grönland und Färöer) im Jahr 2022. Sie basiert auf den offiziellen Album Top-40 und Track Top-40, die im Auftrag von IFPI Dänemark erstellt werden.

## Singles
| ← 2021 ← | Liste der Nummer-eins-Hits in Dänemark | Liste der Nummer-eins-Hits in Dänemark | Liste der Nummer-eins-Hits in Dänemark | 2023 → |
| \| Zeitraum \| Wo. ges. \| Interpret \| Titel Autor(en) \| Zusätzliche Informationen \| \| (Zeitraum, Wochen auf Platz eins, Interpret, Titel, Autor[en], zusätzliche Informationen) \| \| \| \| \| \| ----------------------------------------------------------------------------------------- \| -------- \| ---------------------------------- \| ----------------------------------------------------------------------------------------------------------------------------------------------------- \| -------------------------------------------------------------------------------------------------------------------------------- \| \| 8. Dezember 2021 – 4. Januar 2022 4 Wochen (insgesamt 17) \| 17 \| Wham! \| Last Christmas George Michael \| – \| \| 5. Januar 2022 – 15. Februar 2022 6 Wochen (insgesamt 15) \| 15 \| Tobias Rahim feat. Andreas Odbjerg \| Stor mand Tobias Rahim Secilmis Hasling, Fridolin Tai Nordsø Schjoldan, Andreas Dyre Odbjerg, Arto Louis Eriksen \| – \| \| 16. Februar 2022 – 22. Februar 2022 1 Woche \| 1 \| Dean Lewis \| Half a Man Dean Lewis, Jon Cobbe Hume, Hayley Marie Warner \| – \| \| 23. Februar 2022 – 8. März 2022 2 Wochen (insgesamt 15) \| 15 \| Tobias Rahim feat. Andreas Odbjerg \| Stor mand Tobias Rahim Secilmis Hasling, Fridolin Tai Nordsø Schjoldan, Andreas Dyre Odbjerg, Arto Louis Eriksen \| – \| \| 9. März 2022 – 12. April 2022 5 Wochen (insgesamt 11) \| 11 \| Tobias Rahim \| Mucki bar Tobias Rahim Secilmis Hasling, Arto Louis Eriksen \| – \| \| 13. April 2022 – 19. April 2022 1 Woche \| 1 \| Harry Styles \| As It Was Harry Edward Styles, Thomas Edward Percy Hull, Tyler Sam Johnson \| – \| \| 20. April 2022 – 3. Mai 2022 2 Wochen \| 2 \| Andreas Odbjerg \| Hjem fra fabrikken Andreas Dyre Odbjerg, Daniel Thorup, Mads W. Møller, Rune Borup, Thor Nørgaard \| – \| \| 4. Mai 2022 – 14. Juni 2022 6 Wochen (insgesamt 11) \| 11 \| Tobias Rahim \| Mucki bar Tobias Rahim Secilmis Hasling, Arto Louis Eriksen \| – \| \| 15. Juni 2022 – 23. August 2022 10 Wochen \| 10 \| Tobias Rahim \| Feberdrømmer xx Dubai Tobias Rahim Secilmis Hasling, Arto Louis Eriksen \| – \| \| 24. August 2022 – 20. September 2022 4 Wochen (insgesamt 8) \| 8 \| Tobias Rahim \| Flyvende Faduma Tobias Rahim Secilmis Hasling, Arto Louis Eriksen, Frederik Tao Nordsø Schjoldan \| – \| \| 21. September 2022 – 4. Oktober 2022 2 Wochen (insgesamt 3) \| 3 \| David Guetta feat. Bebe Rexha \| I’m Good (Blue) Bleta Rexha, Pierre David Guetta, Camille Angelina Purcell, Massimo Gabutti, Maurizio Lobina, Gianfranco Randone, Philip John Plested \| – \| \| 5. Oktober 2022 – 11. Oktober 2022 1 Woche (insgesamt 8) \| 8 \| Tobias Rahim \| Flyvende Faduma Tobias Rahim Secilmis Hasling, Arto Louis Eriksen, Frederik Tao Nordsø Schjoldan \| – \| \| 12. Oktober 2022 – 18. Oktober 2022 1 Woche (insgesamt 3) \| 3 \| David Guetta feat. Bebe Rexha \| I’m Good (Blue) Bleta Rexha, Pierre David Guetta, Camille Angelina Purcell, Massimo Gabutti, Maurizio Lobina, Gianfranco Randone, Philip John Plested \| – \| \| 19. Oktober 2022 – 25. Oktober 2022 1 Woche (insgesamt 8) \| 8 \| Tobias Rahim \| Flyvende Faduma Tobias Rahim Secilmis Hasling, Arto Louis Eriksen, Frederik Tao Nordsø Schjoldan \| – \| \| 26. Oktober 2022 – 1. November 2022 1 Woche (insgesamt 4) \| 4 \| Saveus & Gilli \| Verden vågner Kian Rosenberg Larsson, Martin Hoberg Hedegaard, Nicki Pooyandeh \| – \| \| 2. November 2022 – 8. November 2022 1 Woche (insgesamt 8) \| 8 \| Tobias Rahim \| Flyvende Faduma Tobias Rahim Secilmis Hasling, Arto Louis Eriksen, Frederik Tao Nordsø Schjoldan \| – \| \| 9. November 2022 – 29. November 2022 3 Wochen (insgesamt 4) \| 4 \| Saveus & Gilli \| Verden vågner Kian Rosenberg Larsson, Martin Hoberg Hedegaard, Nicki Pooyandeh \| – \| \| 30. November 2022 – 27. Dezember 2022 4 Wochen (insgesamt 11) \| 11 \| Burhan G & Frida Brygmann \| Tinka Burhan Genç Koç, Frida Hilarius Brygmann Knutzon, Lars Ankerstjerne Christensen \| Die TV-Titelmelodie ist seit 2017 jedes Jahr in der Weihnachtszeit unter den Top 3 und war 2019 schon einmal an der Chartspitze. \| \| 28. Dezember 2022 – 10. Januar 2023 2 Wochen \| 2 \| Malte Ebert \| Julehjertets hemmelighed Peter Alfred Unruh Thomas, Malte Fynboe Manniche Ebert \| Der Titelsong der neuen Weihnachtsserie löst an Heilig Abend den TV-Klassiker ab. \| |                                        |                                        | | |
| ← 2021 |                                        |                                        | | → 2023 → |
| Zeitraum | Wo. ges.                               | Interpret                              | Titel Autor(en) | Zusätzliche Informationen |
| (Zeitraum, Wochen auf Platz eins, Interpret, Titel, Autor[en], zusätzliche Informationen) |                                        |                                        | | |
| 8. Dezember 2021 – 4. Januar 2022 4 Wochen (insgesamt 17) | 17                                     | Wham!                                  | Last Christmas George Michael | – |
| 5. Januar 2022 – 15. Februar 2022 6 Wochen (insgesamt 15) | 15                                     | Tobias Rahim feat. Andreas Odbjerg     | Stor mand Tobias Rahim Secilmis Hasling, Fridolin Tai Nordsø Schjoldan, Andreas Dyre Odbjerg, Arto Louis Eriksen                                      | – |
| 16. Februar 2022 – 22. Februar 2022 1 Woche | 1                                      | Dean Lewis                             | Half a Man Dean Lewis, Jon Cobbe Hume, Hayley Marie Warner                                                                                            | – |
| 23. Februar 2022 – 8. März 2022 2 Wochen (insgesamt 15) | 15                                     | Tobias Rahim feat. Andreas Odbjerg     | Stor mand Tobias Rahim Secilmis Hasling, Fridolin Tai Nordsø Schjoldan, Andreas Dyre Odbjerg, Arto Louis Eriksen                                      | – |
| 9. März 2022 – 12. April 2022 5 Wochen (insgesamt 11) | 11                                     | Tobias Rahim                           | Mucki bar Tobias Rahim Secilmis Hasling, Arto Louis Eriksen                                                                                           | – |
| 13. April 2022 – 19. April 2022 1 Woche | 1                                      | Harry Styles                           | As It Was Harry Edward Styles, Thomas Edward Percy Hull, Tyler Sam Johnson                                                                            | – |
| 20. April 2022 – 3. Mai 2022 2 Wochen | 2                                      | Andreas Odbjerg                        | Hjem fra fabrikken Andreas Dyre Odbjerg, Daniel Thorup, Mads W. Møller, Rune Borup, Thor Nørgaard                                                     | – |
| 4. Mai 2022 – 14. Juni 2022 6 Wochen (insgesamt 11) | 11                                     | Tobias Rahim                           | Mucki bar Tobias Rahim Secilmis Hasling, Arto Louis Eriksen                                                                                           | – |
| 15. Juni 2022 – 23. August 2022 10 Wochen | 10                                     | Tobias Rahim                           | Feberdrømmer xx Dubai Tobias Rahim Secilmis Hasling, Arto Louis Eriksen                                                                               | – |
| 24. August 2022 – 20. September 2022 4 Wochen (insgesamt 8) | 8                                      | Tobias Rahim                           | Flyvende Faduma Tobias Rahim Secilmis Hasling, Arto Louis Eriksen, Frederik Tao Nordsø Schjoldan                                                      | – |
| 21. September 2022 – 4. Oktober 2022 2 Wochen (insgesamt 3) | 3                                      | David Guetta feat. Bebe Rexha          | I’m Good (Blue) Bleta Rexha, Pierre David Guetta, Camille Angelina Purcell, Massimo Gabutti, Maurizio Lobina, Gianfranco Randone, Philip John Plested | – |
| 5. Oktober 2022 – 11. Oktober 2022 1 Woche (insgesamt 8) | 8                                      | Tobias Rahim                           | Flyvende Faduma Tobias Rahim Secilmis Hasling, Arto Louis Eriksen, Frederik Tao Nordsø Schjoldan                                                      | – |
| 12. Oktober 2022 – 18. Oktober 2022 1 Woche (insgesamt 3) | 3                                      | David Guetta feat. Bebe Rexha          | I’m Good (Blue) Bleta Rexha, Pierre David Guetta, Camille Angelina Purcell, Massimo Gabutti, Maurizio Lobina, Gianfranco Randone, Philip John Plested | – |
| 19. Oktober 2022 – 25. Oktober 2022 1 Woche (insgesamt 8) | 8                                      | Tobias Rahim                           | Flyvende Faduma Tobias Rahim Secilmis Hasling, Arto Louis Eriksen, Frederik Tao Nordsø Schjoldan                                                      | – |
| 26. Oktober 2022 – 1. November 2022 1 Woche (insgesamt 4) | 4                                      | Saveus & Gilli                         | Verden vågner Kian Rosenberg Larsson, Martin Hoberg Hedegaard, Nicki Pooyandeh                                                                        | – |
| 2. November 2022 – 8. November 2022 1 Woche (insgesamt 8) | 8                                      | Tobias Rahim                           | Flyvende Faduma Tobias Rahim Secilmis Hasling, Arto Louis Eriksen, Frederik Tao Nordsø Schjoldan                                                      | – |
| 9. November 2022 – 29. November 2022 3 Wochen (insgesamt 4) | 4                                      | Saveus & Gilli                         | Verden vågner Kian Rosenberg Larsson, Martin Hoberg Hedegaard, Nicki Pooyandeh                                                                        | – |
| 30. November 2022 – 27. Dezember 2022 4 Wochen (insgesamt 11) | 11                                     | Burhan G & Frida Brygmann              | Tinka Burhan Genç Koç, Frida Hilarius Brygmann Knutzon, Lars Ankerstjerne Christensen                                                                 | Die TV-Titelmelodie ist seit 2017 jedes Jahr in der Weihnachtszeit unter den Top 3 und war 2019 schon einmal an der Chartspitze. |
| 28. Dezember 2022 – 10. Januar 2023 2 Wochen | 2                                      | Malte Ebert                            | Julehjertets hemmelighed Peter Alfred Unruh Thomas, Malte Fynboe Manniche Ebert                                                                       | Der Titelsong der neuen Weihnachtsserie löst an Heilig Abend den TV-Klassiker ab.                                                |

## Alben
| ← 2021 ← | Liste der Nummer-eins-Hits in Dänemark | Liste der Nummer-eins-Hits in Dänemark | Liste der Nummer-eins-Hits in Dänemark | 2023 →                    |
| \| Zeitraum \| Wo. ges. \| Interpret \| Titel \| Zusätzliche Informationen \| \| (Zeitraum, Wochen auf Platz eins, Interpret, Titel, zusätzliche Informationen) \| \| \| \| \| \| ------------------------------------------------------------------------------ \| -------- \| -------------------------- \| ----------------------------- \| ------------------------- \| \| 22. Dezember 2021 – 11. Januar 2022 3 Wochen (insgesamt 23) \| 23 \| Michael Bublé \| Christmas \| – \| \| 12. Januar 2022 – 18. Januar 2022 1 Woche (insgesamt 3) \| 3 \| Ed Sheeran \| Equals (=) \| – \| \| 19. Januar 2022 – 25. Januar 2022 1 Woche \| 1 \| The Minds of 99 \| Infinity Action \| – \| \| 26. Januar 2022 – 8. März 2022 6 Wochen (insgesamt 12) \| 12 \| Gilli \| Carnival \| – \| \| 9. März 2022 – 15. März 2022 1 Woche \| 1 \| (Verschiedene Interpreten) \| MGP 2022 \| – \| \| 16. März 2022 – 12. April 2022 4 Wochen (insgesamt 12) \| 12 \| Gilli \| Carnival \| – \| \| 13. April 2022 – 19. April 2022 1 Woche \| 1 \| Tina Dickow \| Bitte små ryk \| – \| \| 20. April 2022 – 10. Mai 2022 3 Wochen \| 3 \| Andreas Odbjerg \| Hjem fra fabrikken \| – \| \| 11. Mai 2022 – 17. Mai 2022 1 Woche \| 1 \| Rammstein \| Zeit \| – \| \| 18. Mai 2022 – 24. Mai 2022 1 Woche \| 1 \| Jack Harlow \| Come Home the Kids Miss You \| – \| \| 25. Mai 2022 – 31. Mai 2022 1 Woche \| 1 \| Kendrick Lamar \| Mr. Morale & the Big Steppers \| – \| \| 1. Juni 2022 – 28. Juni 2022 4 Wochen (insgesamt 5) \| 5 \| Harry Styles \| Harry’s House \| – \| \| 29. Juni 2022 – 12. Juli 2022 2 Wochen (insgesamt 4) \| 4 \| Kesi \| 30 somre \| – \| \| 13. Juli 2022 – 19. Juli 2022 1 Woche (insgesamt 5) \| 5 \| Harry Styles \| Harry’s House \| – \| \| 20. Juli 2022 – 26. Juli 2022 1 Woche (insgesamt 4) \| 4 \| Kesi \| 30 somre \| – \| \| 27. Juli 2022 – 9. August 2022 2 Wochen \| 2 \| Benny Jamz \| Jamo \| – \| \| 10. August 2022 – 16. August 2022 1 Woche \| 1 \| Beyoncé \| Renaissance \| – \| \| 17. August 2022 – 23. August 2022 1 Woche (insgesamt 3) \| 3 \| Ed Sheeran \| Equals (=) \| – \| \| 24. August 2022 – 30. August 2022 1 Woche (insgesamt 4) \| 4 \| Kesi \| 30 somre \| – \| \| 31. August 2022 – 13. September 2022 2 Wochen (insgesamt 12) \| 12 \| Gilli \| Carnival \| – \| \| 14. September 2022 – 11. Oktober 2022 4 Wochen (insgesamt 5) \| 5 \| Lamin \| Kronisk skeptisk \| – \| \| 12. Oktober 2022 – 18. Oktober 2022 1 Woche \| 1 \| Hans Philip \| [a] & [b] \| – \| \| 19. Oktober 2022 – 25. Oktober 2022 1 Woche (insgesamt 5) \| 5 \| Lamin \| Kronisk skeptisk \| – \| \| 26. Oktober 2022 – 1. November 2022 1 Woche (insgesamt 2) \| 2 \| Gilli \| Suave World \| – \| \| 2. November 2022 – 8. November 2022 1 Woche \| 1 \| Taylor Swift \| Midnights \| – \| \| 9. November 2022 – 15. November 2022 1 Woche (insgesamt 2) \| 2 \| Gilli \| Suave World \| – \| \| 16. November 2022 – 22. November 2022 1 Woche \| 1 \| Drake & 21 Savage \| Her Loss \| – \| \| 23. November 2022 – 13. Dezember 2022 3 Wochen (insgesamt 15) \| 15 \| Tobias Rahim \| Når sjælen kaster op \| – \| \| 14. Dezember 2022 – 20. Dezember 2022 1 Woche \| 1 \| Metro Boomin \| Heroes & Villains \| – \| \| 21. Dezember 2022 – 10. Januar 2023 3 Wochen (insgesamt 23) \| 23 \| Michael Bublé \| Christmas \| – \| |                                        |                                        |                                        |                           |
| ← 2021 |                                        |                                        |                                        | → 2023 →                  |
| Zeitraum | Wo. ges.                               | Interpret                              | Titel                                  | Zusätzliche Informationen |
| (Zeitraum, Wochen auf Platz eins, Interpret, Titel, zusätzliche Informationen) |                                        |                                        |                                        |                           |
| 22. Dezember 2021 – 11. Januar 2022 3 Wochen (insgesamt 23) | 23                                     | Michael Bublé                          | Christmas                              | –                         |
| 12. Januar 2022 – 18. Januar 2022 1 Woche (insgesamt 3) | 3                                      | Ed Sheeran                             | Equals (=)                             | –                         |
| 19. Januar 2022 – 25. Januar 2022 1 Woche | 1                                      | The Minds of 99                        | Infinity Action                        | –                         |
| 26. Januar 2022 – 8. März 2022 6 Wochen (insgesamt 12) | 12                                     | Gilli                                  | Carnival                               | –                         |
| 9. März 2022 – 15. März 2022 1 Woche | 1                                      | (Verschiedene Interpreten)             | MGP 2022                               | –                         |
| 16. März 2022 – 12. April 2022 4 Wochen (insgesamt 12) | 12                                     | Gilli                                  | Carnival                               | –                         |
| 13. April 2022 – 19. April 2022 1 Woche | 1                                      | Tina Dickow                            | Bitte små ryk                          | –                         |
| 20. April 2022 – 10. Mai 2022 3 Wochen | 3                                      | Andreas Odbjerg                        | Hjem fra fabrikken                     | –                         |
| 11. Mai 2022 – 17. Mai 2022 1 Woche | 1                                      | Rammstein                              | Zeit                                   | –                         |
| 18. Mai 2022 – 24. Mai 2022 1 Woche | 1                                      | Jack Harlow                            | Come Home the Kids Miss You            | –                         |
| 25. Mai 2022 – 31. Mai 2022 1 Woche | 1                                      | Kendrick Lamar                         | Mr. Morale & the Big Steppers          | –                         |
| 1. Juni 2022 – 28. Juni 2022 4 Wochen (insgesamt 5) | 5                                      | Harry Styles                           | Harry’s House                          | –                         |
| 29. Juni 2022 – 12. Juli 2022 2 Wochen (insgesamt 4) | 4                                      | Kesi                                   | 30 somre                               | –                         |
| 13. Juli 2022 – 19. Juli 2022 1 Woche (insgesamt 5) | 5                                      | Harry Styles                           | Harry’s House                          | –                         |
| 20. Juli 2022 – 26. Juli 2022 1 Woche (insgesamt 4) | 4                                      | Kesi                                   | 30 somre                               | –                         |
| 27. Juli 2022 – 9. August 2022 2 Wochen | 2                                      | Benny Jamz                             | Jamo                                   | –                         |
| 10. August 2022 – 16. August 2022 1 Woche | 1                                      | Beyoncé                                | Renaissance                            | –                         |
| 17. August 2022 – 23. August 2022 1 Woche (insgesamt 3) | 3                                      | Ed Sheeran                             | Equals (=)                             | –                         |
| 24. August 2022 – 30. August 2022 1 Woche (insgesamt 4) | 4                                      | Kesi                                   | 30 somre                               | –                         |
| 31. August 2022 – 13. September 2022 2 Wochen (insgesamt 12) | 12                                     | Gilli                                  | Carnival                               | –                         |
| 14. September 2022 – 11. Oktober 2022 4 Wochen (insgesamt 5) | 5                                      | Lamin                                  | Kronisk skeptisk                       | –                         |
| 12. Oktober 2022 – 18. Oktober 2022 1 Woche | 1                                      | Hans Philip                            | [a] & [b]                              | –                         |
| 19. Oktober 2022 – 25. Oktober 2022 1 Woche (insgesamt 5) | 5                                      | Lamin                                  | Kronisk skeptisk                       | –                         |
| 26. Oktober 2022 – 1. November 2022 1 Woche (insgesamt 2) | 2                                      | Gilli                                  | Suave World                            | –                         |
| 2. November 2022 – 8. November 2022 1 Woche | 1                                      | Taylor Swift                           | Midnights                              | –                         |
| 9. November 2022 – 15. November 2022 1 Woche (insgesamt 2) | 2                                      | Gilli                                  | Suave World                            | –                         |
| 16. November 2022 – 22. November 2022 1 Woche | 1                                      | Drake & 21 Savage                      | Her Loss                               | –                         |
| 23. November 2022 – 13. Dezember 2022 3 Wochen (insgesamt 15) | 15                                     | Tobias Rahim                           | Når sjælen kaster op                   | –                         |
| 14. Dezember 2022 – 20. Dezember 2022 1 Woche | 1                                      | Metro Boomin                           | Heroes & Villains                      | –                         |
| 21. Dezember 2022 – 10. Januar 2023 3 Wochen (insgesamt 23) | 23                                     | Michael Bublé                          | Christmas                              | –                         |